# Hội chứng sợ nhện

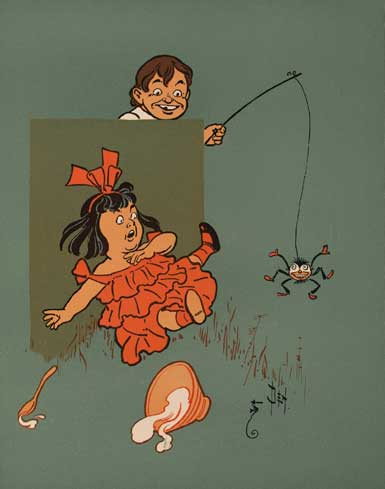
Mặc dù nhiều loài nhện là vô hại, nhưng một người mắc chứng sợ nhện vẫn có thể hoảng sợ hoặc cảm thấy bất an khi ở gần chúng. Đôi khi, ngay cả một vật thể giống nhện cũng có thể kích hoạt một cuộc tấn công hoảng sợ ở cá thể nhện. Phim hoạt hình trên là mô tả của bài đồng dao mẫu giáo "Little Miss Muffet", trong đó nhân vật tiêu đề bị một con nhện "sợ hãi bỏ chạy".

Hội chứng sợ nhện (tên gọi khoa học: Arachnophobia; bắt nguồn từ tiếng Hy Lạp: ἀράχνη/aráchnē có nghĩa là nhện và φόβος/phóbos: sự sợ hãi) là một hội chứng bệnh tâm lý xảy ra ở con người, theo đó bệnh nhân có dấu hiệu và biểu hiện sợ hãi tột độ đối với những hình ảnh gây ra sự ghê rợn cho họ là những con nhện hoặc bất kỳ các vật có hình dạng nhện.

## Đại cương
Nguồn gốc của nỗi sợ nhện xuất phát từ tổ tiên của loài người trong suốt quá trình tiến hóa, nó bắt nguồn từ khi con người bắt đầu xuất hiện và sinh sống tại Châu Phi. Vào thời gian này, nhện là một mối đe dọa liên tục trong môi trường, ảnh hưởng tới sự sống còn của loài người, do đó di chứng đến ngày hôm nay như là một phần văn hoá.
Ngày nay, nhện không còn là một mối đe dọa tới sự sống còn của con người, nhưng nỗi sợ hãi chúng gắn với bản năng sinh tồn của con người và những nghiên cứu y học cho thấy đây là chứng bệnh tâm lý vì thực tế đa số các loài nhện không đủ gây hại cho con người vì kích thước chúng quá nhỏ bé, chỉ trừ một số loài nhện cực độc, không những vậy nhiều nơi người ta còn ăn nhện như là một món ngon.

## Dịch tễ học
Hội chứng này ảnh hưởng đến 3,5 đến 6,1% dân số toàn cầu.